# Jorge Muscia

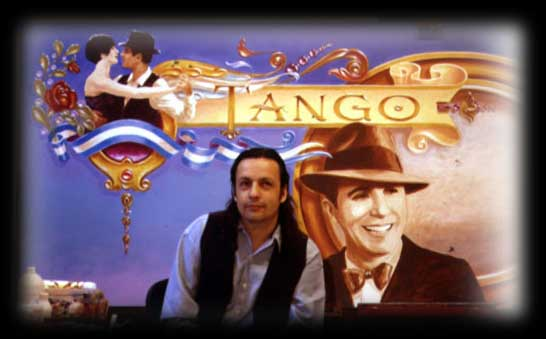
El artista Jorge Muscia y su obra Gardel Mito del Tango. Acrílico sobre tabla (detalle) 1.50 m x 2.50 m 1996.

Jorge Muscia (Buenos Aires, 6 de marzo de 1958) es un artista plástico y maestro de fileteado con más de 30 años de trayectoria. Muscia, también conocido como el Fileteador del Tango, se destaca por ser un renovador de estilo y un importante docente y difusor de este arte en la Argentina y el exterior.
Referente a su obra, tanto historiadores del tango como críticos de arte, lo señalan como uno de los más notables herederos de esta tradición pictórica popular argentina. 

## Estudios Académicos
Desde el año 1976 estudia pintura y escultura en las Escuelas Nacionales de Bellas Artes, perfeccionándose en fileteado porteño con el maestro fileteador León Untroib.
Ha estudiado también diversos estilos de artes populares y ornamentales, y desde el año 1989 profundiza estas investigaciones, en viajes por Italia, España, Francia, Inglaterra, Estados Unidos, México, Rusia y China.

## Tango y fileteado
La estrecha relación que une al fileteado con el tango, lo llevó a colaborar en diversos proyectos donde se complementan ambas artes, siendo pionero en la integración del arte del fileteado en diferentes rubros ajenos a su tradición histórica.
Por su notoria contribución a las artes populares de Buenos Aires fue designado Académico Titular de la Academia Nacional del Tango de la República Argentina, cargo en el que se desempeña desde 1990 hasta la actualidad.

## Referencias

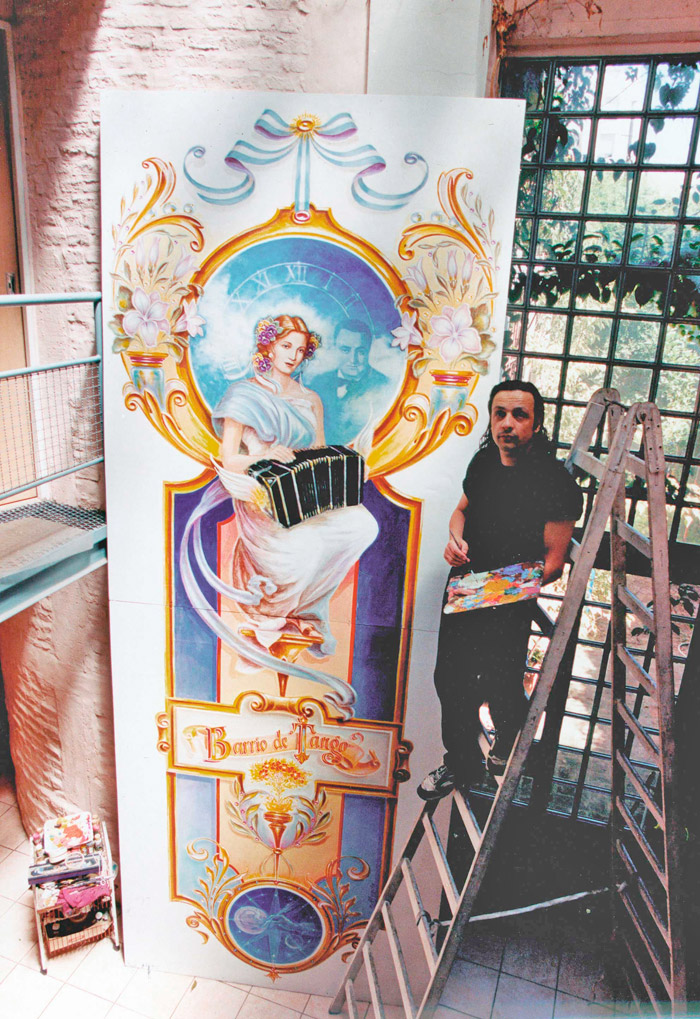
"La musa del Tango" Pintura Mural (1998)
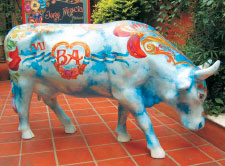
Mi Buenos Aires Querido Vaca Fileteada, Muestra Internacional de Arte Publico Cow Parade (2006)
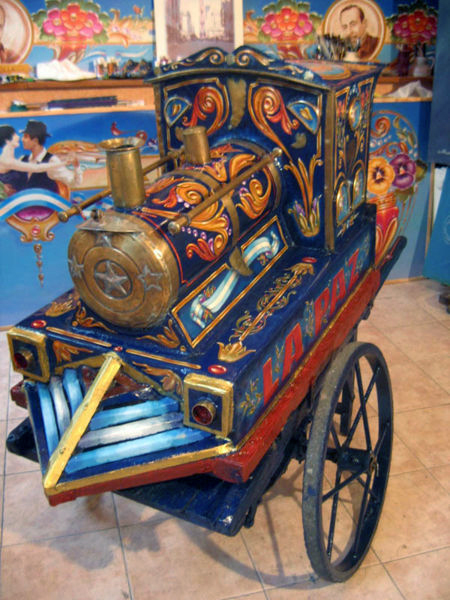
Carrito Manicero, decorado en filete porteño
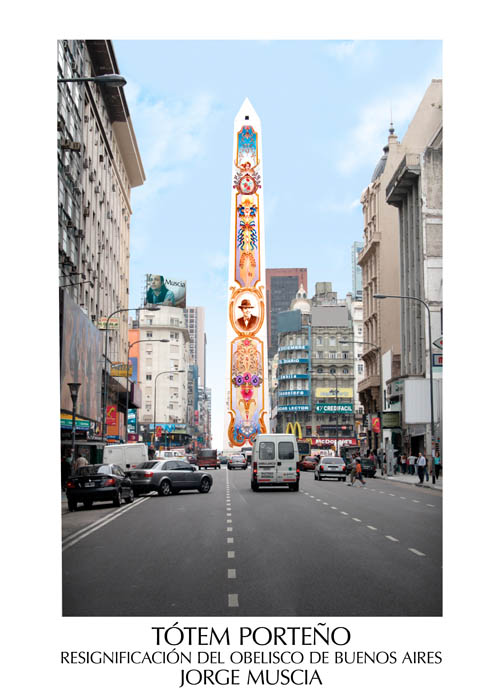
"Tótem porteño, resignificación del obelisco de Buenos Aires. Ganador Beca Antorchas año 1992
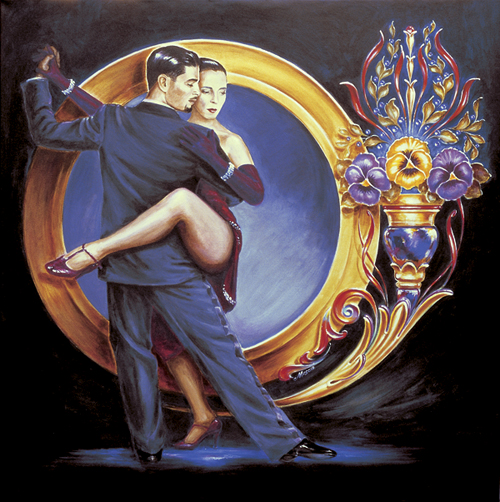
Acrílico sobre tela, 1.50 x 1.50 metros
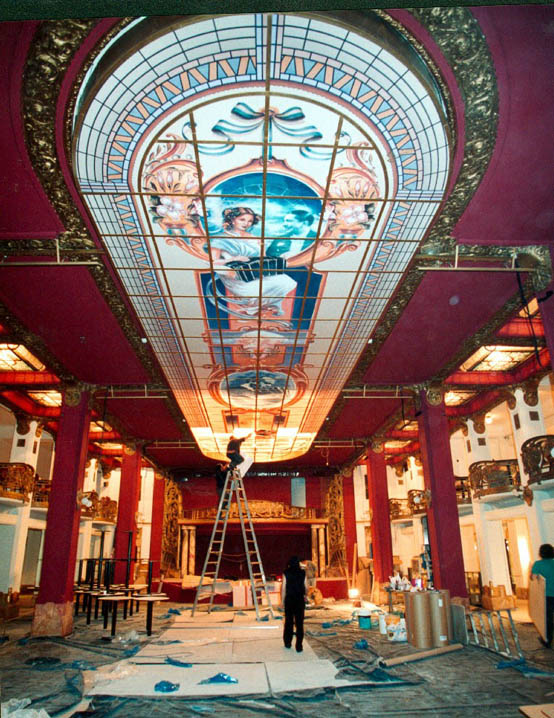
El artista Jorge Muscia junto a su obra "El Otro Cielo" Homenaje a Piazzolla, Gardel y Cortazar. (Vitraux) 16 m por 4.50 m

## Docencia y difusión
En 1995 publica "El Filete Porteño, Arte Popular de Buenos Aires", Edición bilingüe inglés-español. Primer libro de enseñanza técnica, presentado simultáneamente en Argentina y EE. UU. El libro contó con el auspicio del Fondo Nacional de las Artes y de la Academia Nacional del Tango de la República Argentina y fue declarado de interés cultural por el Consejo Deliberante de la Ciudad de Buenos Aires (Ordenanza 49.554. 1995).
Desde la década del 80 hasta la actualidad Muscia ha realizado seminarios, conferencias, demostraciones, notas gráficas y televisivas tendientes a difundir el conocimiento del fileteado en la Argentina y el exterior.
Asimismo desde el año 1995 se ha desempeñado como profesor del Liceo Superior del Tango en la cátedra "El Tango y las artes plásticas".

## En el terreno de la plástica
Ha realizado muestras individuales y colectivas en Argentina y desde el año 1984, con auspicio de la Cancillería Argentina, expone su obra en galerías de arte y centros culturales de Europa -Londres, Berlín, Barcelona, Toulouse, etc.- y también en México y EE. UU., hecho que en opinión de la crítica especializada, ha contribuido a la jerarquización del filete como expresión artística.
Ha recibido varios premios, entre ellos la Beca de la Fundación Antorchas a la creación artística (1992) por su proyecto Tótems Porteños (Resignificación del Obelisco de Buenos Aires). 
Su obra se encuentra en colecciones privadas de Argentina y el exterior. También en varios museos, entre ellos: Museo de la Ciudad, Museo Manoblanca, Museo Cultural del tango, Museo Mujica Lainez, Museo Agustín Lara, Museo Mundial del Tango, Mairie de Toulouse, Museo Expo Shanghai, Museo Pallarols, etc.
En los últimos años también ha realizado performances de body art y arte urbano en diferentes lugares del mundo: Moscú, Paris, Barcelona, Toulouse, Roma, Shanghái, etc.
Cabe destacar asimismo su trabajo en muralismo y restauración pictórica, entre los que se pueden mencionar:[cita requerida]
Cúpula de Iglesia Maria Auxiliadora en La Reja.
Templo Masónico en Buenos Aires.
Teatro Coliseo Podestá de la Plata.
Casa de Gobierno de la Nación Argentina. (Casa Rosada)
Dos murales homenaje a Discepolo en la estación de subte Corrientes en la Línea H.
Techos del Museo Pallarols en Buenos Aires.
Otros importantes reconocimientos han sido: [cita requerida]
- 1995 recibe el diploma de Honor de la Ciudad de Toulouse (Francia).
- 2005 el poeta Horacio Ferrer le dedica el tango "El Fileteador". Con música del Maestro Raúl Garello grabado en el CD "Diálogos de Poeta y Bandoneón".

## Citas
1. ↑  Jorge Muscia , pintor y escultor, ha realizado una amplísima obra, también en Europa, ya considerado verdadero Maestro de este arte hermano plástico del Tango. Horacio Ferrer, poeta e historiador, para Oratorio Carlos Gardel, 1990.
2. ↑  El fileteado sacó carta de ciudadanía argentina en el Abasto porteño. Allí se subió a carros, camiones y colectivos hasta llegar al museo. Jorge Muscia es responsable de este ingreso triunfal que tiene pocos antecedentes de reconocimiento similares...Ana Batistozzi, critica de arte. Nota “Ciudadano Argentino", diario Clarín, suplemento de arte, 16 de septiembre de 1995.